# Roncus insularis
Roncus insularis är en spindeldjursart som beskrevs av Beier 1938. Roncus insularis ingår i släktet Roncus och familjen helplåtklokrypare. Inga underarter finns listade i Catalogue of Life.